# Szabó László (orvos)
Szabó László István (Szeged, 1969. január 15. –) magyar családorvos, közéleti szereplő. Nevéhez fűződik több, a nemzeti értékek megőrzését és ápolását célzó civil szervezet alapítása, így a Szögedi Védegylet és a Magyar Kulturális Örökség Alapítvány létrehozása is. Tevékenysége során kiemelt figyelmet fordít a hagyományőrzésre, a magyar kulturális identitás erősítésére, valamint a helyi közösségek értékeinek megőrzésére.

## Élete
Szabó László István polgári orvoscsaládba született, az orvosi hivatást választotta. Az elemi iskolától az egyetemig tanulmányait szülővárosában, Szegeden végezte.

## Iskolái
A középiskolát a Radnóti Miklós Gimnáziumban végezte, míg az egyetemet a Szent-Györgyi Albert Orvostudományi Egyetemen (1987. 09. 01. – 1993. 08. 30.). Tanulmányai mellett a rendszerváltástól (a KISZ bukásától), 1990-től évfolyamtitkárként is képviselte az évfolyamtársai (közel 200 hallgató) érdekeit. Végzettsége Az Orvostudományok doktora / Általános orvos / MD. (Medical Doctor) – 1993. 11. 27. „cum laude” (dicsérettel). Szakképesítése Családorvos / Háziorvos (2002. 04. 08.) Később Sportorvosi szakképesítést és Gyógymasszőr képesítést is szerzett. További tanulmányai: Finnugrisztika, Általános Nyelvészet, Néprajz (folyamatban), Biológia.

## Karrierje
Dolgozott elmegyógyászként és radiologusként is a kezdetekben.
- Psychiatria – osztályos orvos
Dr. Kenessey Albert Kórház, Balassagyarmat, Rákóczi fejedelem útja 125-127. H-2660
(1994. 07. 01. – 1995. 07. 30)
- Családorvos
Mezősas (Hajdú-Bihar megye), Nagy út 49. H-4134.
(1995. 08. 01. – 1996. 09. 30.)
Falusi háziorvosként 24 órás (benne ügyeleti) szolgálat egy szándékosan választott elmaradott faluban.
- Radiologus gyakornok
Szent-Györgyi Albert Orvostudományi Egyetem, Szeged
Radiologia Klinika, Szeged H6720. Korányi fasor 8.
(1997. 01. 01. – 1998. 04. 30.)
Gyakornoki, osztályos orvosi teendői mellett vett részt az oktatásban, külföldi (görög, skandináv, egyiptomi) diákok képzésében is.
- Családorvos gyakornok
Korondi utca 5. Szeged H-6726.
(1998. 05. 01. – 2002. 04. 08.)
Ezalatt 2000 nyarán az idényben a nyaralók háziorvosaként is dolgozott Görögországban, magánrendelőben (többnyire angol, görög és magyar nyelven).
- General Practitioner (családorvos) Angliában
(2005. 11. 24.-től 2016 januárjáig)
Országszerte, ügyeleti orvosként, kórházi sürgősségi osztályon, polgári rendelőkben. A több mint száz polgári rendelőben igen széleskörű tapasztalatokra tett szert az ellátás minőségének megítélésében, a betegellátási gyakorlat tekintetében is.
Dolgozott a brit hadsereg orvosaként is 10 éven át, számtalan szerepkörben tevékenykedett. A hadseregben alapvetően csont-ízületi és izomzati (muszkuloszkeletális) egészséggel és kórképekkel, főleg sportsérülésekkel és bevetési (sport) alkalmassági vizsgálatokkal foglalkozott. A mozgásszervi rehabilitáció és gyógytornászat irányításában is aktívan részt vett. A hadsereg orvosaként Kenyában is eltöltött két hónapot. A brit hadseregben szoros kapcsolatot alakított ki a gurkákkal is.[1]
- Háziorvos Törtelen
- Háziorvos Eszperantó utca 1. Nagykőrös H-2750

Főbb orvosi érdeklődési területe a holisztikus terápia (teljeskörű gyógyászat), de különösen a megelőzés lehetőségei (életmód, testedzés) minden szinten, valamint a mozgásszervi betegségek és kezelésük. Általános érdeklődése az orvos-beteg megértés (kommunikáció) kutatása, a szabatos orvosi nevezéktan pontos, magyar érthetősége és alkalmazhatósága. Ez utóbbi témában rendszeresen publikál is a Magyar Orvosi Nyelv folyóiratban. (MONy)
2016 nyarán – az európaiakat kirekesztő Brexit-kampány nyomán – hazatért Magyarországra.

## Politikai pályája
2002-től független képviselőként tevékenykedett Szegeden, azaz Újszegeden a 7. körzet – ahogyan ő emlegette „Közép-Újszeged” – képviselője volt. Akkoriban az egyetlen volt aki párton kívüli képviselőnek mondhatta magát. (Soha pártnak tagja nem volt.) A szegedi értékek védelmezőjeként 2004-ben megalapította a Szögedi Védegyletet az akkor már több, mint egy évtizede nem élő Városvédő Egyesület kultúr-örökén. 2005-ben, Szeged és Újszeged egyesülésének 125. évfordulójára elindította az Újszeged honlapot, Dél-Kelet-Magyarország első képviselői honlapját. Számos értékmentő és városvédő indítványt, tervezetet dolgozott ki és terjesztett a Szegedi Közgyűlés elé. Több száz városi értékvédő célú (nem ritkán országos jelentőségű) indítványt terjesztette elő. Ezek jelentős része az Újszeged honlapján elérhető.

### Kerek körút
Dr. Szabó László indítványozta az addigi torz tervek, azaz a „szögletes körút” vagyis a „körút szögletesítése” helyett a kerek körutat. A körút körré zárásával – Lechner álmával – megvalósulhatna a Szegedi Déli Híd, amely a szegedi oldali nagykörutat kötné össze a jelenleg vakon – a Szőregi út irányában kicsorbulva – végződő Temesvári körúttal. A hiányzó szakasz lehet illőn az „Aradi körút”. „Aradi körút”, minthogy a kiágazó országos főút, a „Szőregi út” éppen Arad és Temesvár felé vezet. A „kerek körút” ugyan sértheti egy „külföldi kifektető” érdekét, de a városszerkezetet áttekinthetőbbé teszi és így a híd is merőlegesen ívelhet át a Tiszán, jelentős költséget kímélve a megépítéséhez. A körút terve azóta végre kerek lett.
Dél-Újszeged bekötéséhez egy új sugárutat is javasolt, de a Királyné rétjére (ráckodón Királicára) vezető sugárút terve még várat magára. Ahogyan Újszeged képviselője mondogatta: „a városatyák még nem nőttek föl hozzá”. A képviselő sokszor hangsúlyozta : Minél később valósul meg a városrészt bekötő sugárút, annál több (közben épülő) családi ház lesz majd az útjában, így lesz majd az elkésett tervezés áldozata. „Minél később eszmélnek a toronyaljasok, annál fájdalmasabb lesz a sugárutasítás.”

### Lövölde-liget
Dél-Újszeged legnagyobb ligetes erdőfoltjának megmentésére több kísérletet is tett. A volt Lövölde, azaz a Lőtér területe ma ősfákkal gazdag terület. „Egy külföldi kifektető gazdagodásáért kiirtanánk dél-Újszeged tüdejét?” Már eleve a leendő utcákat is úgy kellett volna tervezni, – ahogyan javasolta – hogy (ki)kerüljék a Lövölde-ligetet! „A Lövölde-liget csakis közterület (önkormányzati terület) lehet, nem ingatlanüzérek magánbirtoka !” A képviselő egyenesen Dél-Újszeged „Central Park”-jaként emlegette a Lövölde-ligetet. Ma is a Lövölde-liget megtartását és kiirtása helyett a körbeépítését javasolja.

## Közéletisége
Egyetemi éveiben harmadévtől egyhangúlag évfolyamtitkárrá választották, így évfolyamtársai képviseletét is ellátta az egyetemi tanácsban is tanulmányaik végéig. Bár egyetemi állásajánlatai is voltak, mégis inkább a vidéki orvosi szolgálat nehezebb kihívását választotta.
A 2002-es önkormányzati választásokon Szegeden kétharmados többséggel nyert. Innentől Újszeged önkormányzati képviselőjeként tevékenykedett 7500 ember képviseletében. Szent-Györgyi Albert házának védetté nyilvánításától a Városi Képtár megalapításáig számtalan indítványát vitte sikerre, végig teljes ellenzékiségben. Az első képviselő volt a megyében, aki önálló képviselői honlapot üzemeltetett.
A Szögedi Városvédő Egylet elnökeként azóta is aktívan dolgozik.
Értékvédő és hagyományőrző tevékenységét Nagykőrösön is folytatta.
Szeged saját sportjának – a magyar labdajátéknak – föltámasztására is kísérletet tett: a "Turul" vízparti „homoki” magyar sportot akkoriban új nagykőrösi körzetében is meghonosította.

## Orvosi tudományos tevékenység
A Magyar Tudományos Akadémia gondozásában megjelenő Magyar Orvosi Nyelv (MONy)] folyóiratban 2016 óta rendszeresen publikál.
Részt vett a Magyar Orvosi Nyelv Története tankönyv szerkesztésében is. Ő írta a Kazay Endre : Gyógyszerészeti Lexikon és a Magyar népnyelv és az orvosi szókincsünk fejezeteket.
Legnagyobb vállalkozása az orvosi szakirodalomban egyedülálló Magyar Bonctan Szótár, amelyet 37 éve fejleszt, jelenleg kéziratosan a 800 oldalt is meghaladja. Kiadásközeli állapotban van, csak a kiadás támogatóira vár.

## Kulturális tevékenység
A Magyar Kulturális Örökség Alapítvány alapítójaként számtalan témával foglalkozik. Rajzfilmet is készített már Jankovics Marcell és Gémes József rajzfilmművészek megbízásával.

## Sport- és testedző tevékenység
Úszó volt 10 évig, több éven át megyebajnok 50 m pillangón és 50 háton megyei csúcsokkal. Az 50 m-es hátúszásban megyei csúcsát, öt évvel ifjabb úszótársa és barátja, Czene Attila döntötte meg, aki ezzel a remek háttal Atlantában (1996. július 26.-án) olimpiát is nyert 200 m-es vegyesúszásban, olimpiai csúccsal.
Szenior kategóriában 2017-ben indult a budapesti VB-n, korosztálya öregjeként is a középmezőnyben végzett. A Szentesi Delfinek vegyes váltójával pedig futamot nyert. Ma is országos bajnok vagy dobogós 50 m pillangóban és 50 m gyorsúszásban.
Saját úszásnemeket is fejlesztett, mint a gálya-, hal-, vidra- és a nadályúszást. 
Az egyetemi tanulmányai mellett néhány évig kenuzott. Quadriathlon Európa-bajnok lett 1993-ban a kenu kategóriában (úszás, kenu, kerékpár, futás).
Végigevezte a Marost 2004-ben. (Trianon után először.) Erről A hű folyó könyvében is beszámolt.

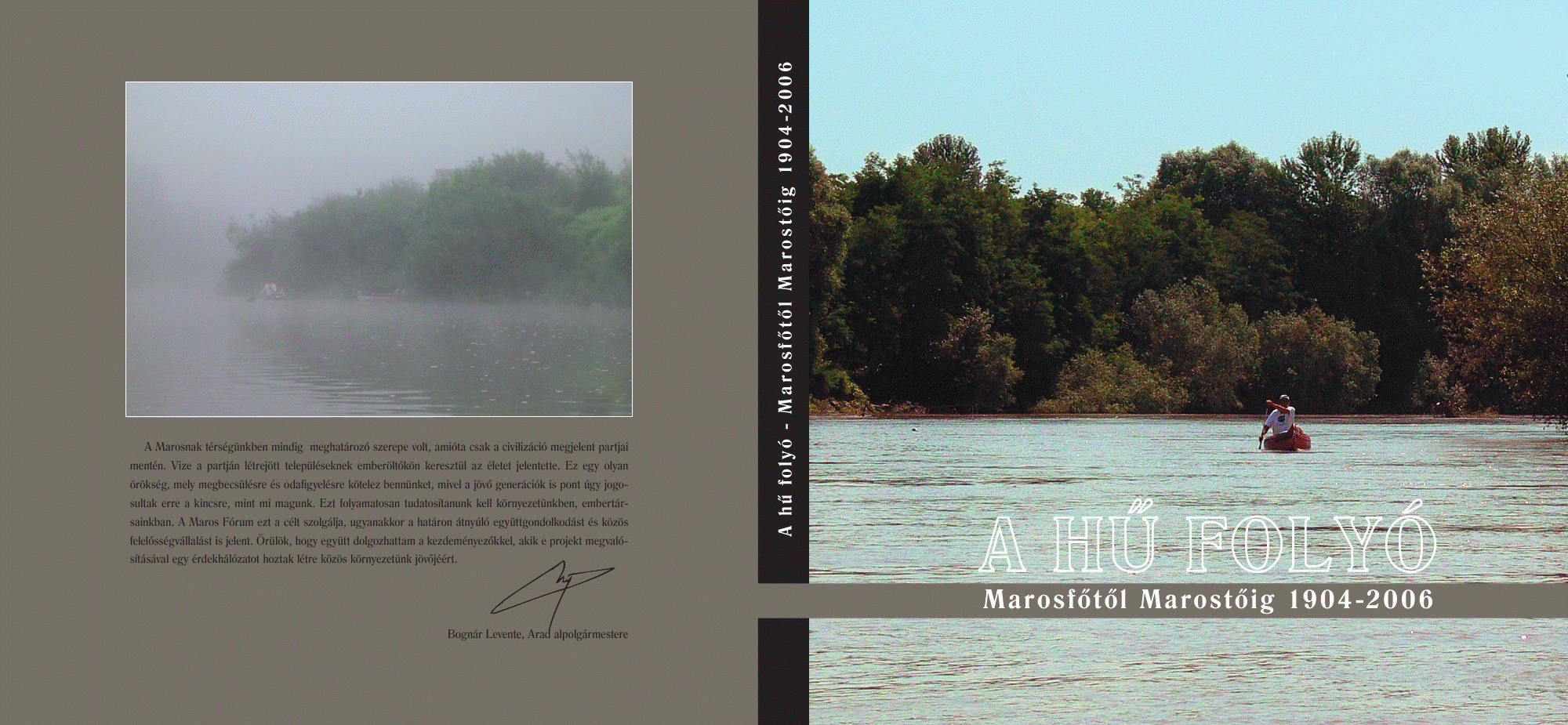
A hű folyó - Marosfőtől Marostőig 1904-2006 - Dr. Petz István emlékére

Több mint 30 éve foglalkozik harcművészetekkel.
Máig is aktív, pácienseinek a napi edzéseivel és gyógymozgás-formáival is példát ad az egészséges élethez.
Naponta hirdeti: A fölébredés és a fölkelés közötti Szabó-féle cicatorna a gerincegészség alapja.
A szélesebbkörű mozgás- és táplálkozáskultúra oktatásával történő egészségmegőrzésben, valamint gyógytornával ez egészség helyreállításában itevékenyen részt vállal. A tudatosabb családtervezésben is támogatja pácienseit.
Széleskörű úszó- és fürdőtapasztalataival igyekszik bekapcsolódni Magyarország gyógyfürdő rendszerének fejlesztésébe is.

## Családja
Öregapja, dr. Papp Juhász István Csanád-Arad-Torontál megye tiszti főorvosa volt a megye megszűntetéséig (1950-ig). Keresztapja dr. Nyáry Endre egészségügyi államtitkár volt a világháború előtt, így azután Amerikába emigrált, orvosként praktizálva az USA-ban is halt meg. Édesapja városi főorvos volt egy évtizedig, majd képviselőként az Eü. Bizottság vezetője 12 évig; családorvosként 80 évesen haláláig dolgozott Újszegeden. (2018 novemberében hunyt el.) Édesanyja a Szegedi MÁV rendelő laborvezető főorvosa volt, 2007-ben kényszernyugdíjazták a szakágazat roncsoló privatizálásakor.
Felesége a Budai Központi Bíróság bírónője. Hat közös gyermeküket közösen nevelik.

## Honlapjai
Számos honlapot üzemeltet a magyar kulturális érdekek megvédésének érdekében és a mozgás fontosságának hirdetése céljából:
- Hunita: https://hunita.hu
- Családorvos: https://családorvos.hu
- Ússz: https://ússz.hu
- Makultúr: http://makultur.hu
- Újszeged: http://ujszeged.hu
- Szegedem: https://szegedem.hu
- European Free School: http://gurkha.european-free-school.eu
- Gurkha Free School: http://gurkha.european-free-school.eu
- Yaaku: http://yaaku.org